# Erling de Bjarkøy
Erling Vidkunson también Erling de Bjarkøy (m. 1182) fue un noble noruego, lendmann de Bjarkøy. Hijo de Vidkun de Bjarkøy.
La leyenda dice que Erling viajó desde Bjarkøy en 1182 para casar a sus dos hijas mayores en Sunnmøre, pero el barco fue atacado por piratas (stimmænd) frente a la costa de Romsdal. Erling fue asesinado y las hijas capturadas y secuestradas. Se inició una gran búsqueda por todo el valle de Romsdal, pero no se encontraron ni las hijas ni a los piratas.

## Herencia
Las sagas solo mencionan que se casó con Ragnild Lodmundsdatter av Øxvig (c. 1130), hija de Lomund Ottarsen Dale (c. 1100) y Halkatla de Giske. Fruto de esa relación nacieron cuatro hijos:
- Ragna Erlingsdatter (c. 1155-1223), que sería esposa del lagman Bjarne Maardsson (1145-1223). Su hijo Ivar Bjarnesson (1190-1263) se unió a la causa bagler contra el rey Sverre.
- Vidkun Erlingsson (1165-1183), fue asesinado a la edad de 18 años por los birkebeiner del rey Sverre.
- 2 hijas que las sagas no citan su nombre.